# 선산 곽씨
선산 곽씨(善山郭氏)는 시조 곽우현이 선산군에 봉해져 선산을 본관으로 하는 한국의 성씨이다.
시조 서천(西川) 곽우현(郭佑賢)은 고려(高麗) 1009 ~ 1031년 (고려 현종)시대에 과거에 급제하여 은청광록대부(銀靑光祿大夫) 문하시중평장사(門下侍中平章事) 겸  태자첨사(太子詹事)에 올랐으며, 선산군(善山君)에 봉해졌다.
1995년부터 매년 음력 10월 초 3일에 옥천군 이원면 백지리 안산에서 시조의 시향제를 지내고 있다.

## 본관
곽우현이 고려 현종~정종 시기에 활동했을 당시 경상북도 구미시 선산읍 지명은 일선(一善), 숭선(崇善) 이었으며, “선산군(善山君)에 봉해졌다”는 기록은 봉토의 위치와 가문의 정통성을 강조하기 위해 조선 태종 이후 지명인 선산(善山)을 반영한 것이다.
- 참고자료 : 향토문화대전

## 분파
고려 말에 10세 곽유원(郭綏元)이 충청북도 옥천군 구룡촌에 터를 잡았으며, 후손들이 이곳을 근거지로 세거지(世居地)를 확대해 나갔다.   
13세 곽지겸(현령공파, 익제공파), 13세 곽지한(진사공파), 13세 곽지병(만호공파), 13세 곽지정(생원공파)로 분파 되었다.  
분파 내용(대동보 기준)
○ 좌윤공 증손 현령공 지겸의 손 승사랑공 인민파(15세)
○ 좌윤공 증손 현령공 지겸의 손 동중추공 일민파(15세)
○ 좌윤공 증손 진사공 지한의 장자 부위공 심파(14세)
○ 좌윤공 증손 진사공 지한의 차자 종사랑공 담파(14세)
○ 좌윤공 증손 진사공 지한의 삼자 훈도공 형파(14세)
○ 좌윤공 증손 진사공 지한의 사자 정자공 시(14세 탄암공파)의 자 장사랑공 홍중파(15세)
○ 좌윤공 증손 진사공 지한의 사자 정자공 시의 차자 종사랑공 흠중파(15세)
- 18세 정원(정원파), 22세 계번(계번파)
○ 좌윤공 증손 만호공 지병의 장자 참봉공 동의 자 어모장군공 필종파(15세)
○ 좌윤공 증손 만호공 지병의 삼자 참봉공 서의 계자 봉사공 경원파(15세)_곽경원은 사자 곽우의 차자
○ 좌윤공 증손 만호공 지병의 사자 봉사공 우의 자 장사랑공 수원파(15세)_곽우의 사자
○ 좌윤공 증손 만호공 지병의 사자 군자감봉사공 우의 오자 장상랑공 종원파(15세)
○ 좌윤공 증손 지정의 장자 종사랑공 어의 자 자견파(15세)
○ 좌윤공 증손 지정의 차자 부사과공 (설)의 자 자곤파(15세)
○ 좌윤공 증손 지정의 삼자 중추부사공 (언)의 자 봉사공 자방파(15세)
《현풍곽씨세보(玄風郭氏世譜)》에 의하면 현풍곽씨는 선산(善山), 해미(海美), 강릉(江陵), 봉산(鳳山) 등의 별관을 사용하였으나 그들 족보의 첫 머리에 모두 시조를 곽경으로 하는 현풍곽씨의 후손이라고 하여 1976년 병진대동보(丙辰大同譜) 편찬 때 대종회 의결로 현풍으로 명칭을 통일하였다고 한다. 
그러나 선산 곽씨는 분관조 곽우현(郭佑賢)의 장인인 유방(庾方)이 평장사가 된 연대보다 117년 뒤 곽경이 과거에 올랐다는 역사적 사실에 따라, 곽우현이 곽경보다 70~80년 앞선 인물이 되어 곽경의 7대손으로 연계하면 연대가 맞지 않는다 하여 1979년에 별도로 족보를 편간하였다. 이러한 내용을 뒷받침하는 내용은 다음과 같다.
○ 평산무송유씨(시조 유금필(庾黔弼, ? ~ 941년)) 대동보에는 다음과 같이 기록되어 있다.(족보 참조)
- 곽우현의 장인 3세 유방(庾方, , ? ~ 1038년) 고려 현종12년 8월(서기 1021년 8월) 금자광록대부 문하시중동평장사 임명 기록.
- 3세 유방(庾方)의 사위 곽우현, 외손 곽숭에 관한 기록.
○ 현풍곽씨 대동보에는 다음과 갈이 기록되어있다.(족보 참조)
- 시조 곽경(1117년부터 1179까지의 인물), 고려 인종 무우년(서기 1138년) 등과 기록.
- 곽우현에 대한 기록.(우측 하단)

## 조상
- 2세 곽숭(郭崇) : 문과(文科) 명경(明經科) 장원(壯元)으로 봉선대부(奉善大夫) 태자(太子)첨사(詹事)
- 3세 곽원(郭元) : 문과(文科) 장원(壯元) 상장군(上將軍) 참지정사(參知政事)
- 4세 곽희(郭羲) : 문과(文科) 정순대부(正順大夫) 태자태보(太子太保)
- 5세 곽보견(郭甫堅) : 문과(文科) 문림랑(文林郞) 수문전(修文殿) 학사(學士)
- 6세 곽영전(郭永全) : 문과(文科) 봉익대부(奉翊大夫) 병부상서(兵部尙書)
- 7세 곽해(郭諧) : 도염서(都染署)령(令)
- 8세 곽연(郭璉) : 정순대부(正順大夫) 태자태보(太子太保)
- 9세 곽윤성(郭允誠) : 문과(文科) 태익대부(泰翊大夫) 예의판서(禮儀判書) 겸(兼) 동지밀직사(同知密直事)
- 10세 곽순원(郭純元) (곽윤성의 자) : 고려말 각각 이산(離散), 형제(兄弟)의 행방은 알 수 없음.
- 10세 곽돈원(郭惇元) (곽윤성의 자) : 고려말 각각 이산(離散), 형제(兄弟)의 행방은 알 수 없음.
- 10세 곽유원(郭綏元) (곽윤성의 자) : 삼사좌윤(三司左尹), 한자 “綏”의 한글 발음은 “수”이나, 족보에는 “유”로 기록(수, 유로 기록이 혼재)
- 11세 곽순(郭珣)(곽유원의 장남) : 사간원(司諫院) 대사간(大司諫)
- 11세 곽규(郭珪)(곽유원의 차남) : 신창현금(新昌縣監) 겸(兼) 홍주(洪州) 진관(鎭管) 병마절제도위(兵馬節制都尉)
- 11세 곽장(郭璋)(곽유원의 삼남) : 경상도사(慶尙都事)
- 11세 곽기(郭琦)(곽유원의 사남) : 생원(生員)
- 12세 곽우(郭堣)(곽규(珪)의 아들) : 전생서 주부(典牲署 主簿), 전라운량사(全羅運糧使)로 순직
- 12세 곽은(郭垠)(곽기(琦)의 아들) : 담양부사(潭陽府使)로 재직(在職), 동부승지(同副承旨)로 승임
- 13세 곽지겸(郭之謙)(곽우의 아들) : 문의현령(文義縣令), 호 익제(益齊)
- 13세 곽지한(郭之翰)(곽은의 장남) : 진사(進士)
- 13세 곽지병(郭之屛)(곽은의 차남) : 만호(萬戶)
- 13세 곽지정(郭之楨)(곽은의 삼남) : 생원(生員)
- 14세 곽연성(郭連城)(곽지겸의 장남) : 봉정대부(奉正大夫) 군자감(軍資監) 주부(主簿)
- 14세 곽심(郭諗)(곽지한의 장남) : 적순부위(迪順副尉)
- 14세 곽담(郭譚)(곽지한의 차남) : 종사랑(從仕郎)
- 14세 곽형(郭詗)(곽지한의 삼남) : 봉직랑(奉直郎) 옥천훈도(沃川訓導)
- 14세 곽시(郭詩)(곽지한의 아들) : 승문원정자(承文院正字), 호 탄암선생(坦菴先生)
- 14세 곽동(郭東)(곽지병의 장남) : 참봉(參奉)
- 14세 곽서(郭西)(곽지병의 삼남) : 관상감참봉(觀象監參奉)
- 14세 곽우(郭祐)(곽지병의 사남) : 군자감봉사(軍資監奉事)
- 14세 곽어(郭語)(곽지정의 장남) : 종사랑(從仕郎)
- 14세 곽설(郭說)(곽지정의 차남) : 부사과(副司果)
- 14세 곽언(郭諺)(곽지정의 삼남) : 통정대부 첨지중추부사(通政大夫 僉知中樞府事)
- 15세 곽인민(郭仁民)(곽연성의 장남) : 승사랑(承仕郎) 천문학습독관(天文學習讀官)
- 15세 곽성민(郭聖民)(곽연성의 차남) : 통정대부(通政大夫) 사도사첨정(司導寺僉正)
- 15세 곽일민(郭逸民)(곽연성의 삼남) : 동지중추부사(同知中樞府事)
- 15세 곽홍중(郭弘中)(곽시의 장남) : 장사랑(將仕郎)
- 15세 곽흠중(郭欽中)(곽시의 차남) : 종사랑(從仕郎)
- 15세 곽필종(郭弼宗)(곽동의 장남) : 어모장군(禦侮將軍)
- 15세 곽경원(郭慶元)(곽서의 장남 계자(우)) : 훈련원봉사(訓鍊院奉事)_곽우의 차남
- 15세 곽수원(郭守元)(곽우의 사남) : 장사랑(將仕郎)
- 15세 곽종원(郭從元)(곽우의 오남) : 장사랑(將仕郎)
- 15세 곽자견(郭自堅)(곽어의 장남) : 조산대부 제용감첨정(朝散大夫 濟用監僉正)
- 15세 곽자곤(郭自坤)(곽설의 차남) :
- 15대 곽자방(郭自防)(곽언의 장남) : 무과봉사(武科奉事) 칠백의총 순의비 등재, 송시열의 외조부
- 16대 곽대윤(郭大胤)(곽인민의 계자(성민)) : 장사랑(將仕郎)_곽성민의 장남
- 16대 곽대원(郭大元)(곽일민의 장남) : 훈련원판관(訓鍊院判官)
- 16세 곽수무(郭守武)(곽흠중의 장남) : 통정대부(通政大夫) 첨지주충부사(僉知中樞府事)
- 16세 곽하(郭河)(곽경원의 차남) : 통정대부 증사업사정(通政大夫 贈司僕司正)
- 16대 곽현(郭鉉)(곽자견의 장남) : 조선시대 『만언소』,『삼안당유고』 등을 저술한 학자
- 17세 곽재흥(郭再興)(곽대윤의 장남 ) : 종사랑
- 17세 곽방철(郭邦哲)(곽수무의 장남) : 통정대부(通政大夫) 첨지주충부사(僉知中樞府事)
- 18세 곽오한(郭嗚漢)(곽재흥의 장남) :
- 19세 곽종간(郭宗幹)(곽오한의 장남) : 성균관진사(成均館進士), 호 오물재(五勿齋)
- 18세 곽정원(郭廷瑗)(곽방철의 장남) : 통정대부(通政大夫) 용양위부호군(龍驤衛副護軍)
- 19세 곽한상(郭漢相)(곽정원의 차남) :
- 19세 곽한병(郭漢柄)(곽정원의 삼남) :
- 20세 곽세흥(郭世興)(곽한상의 장남 계자(한병)) :
- 21세 곽천보(郭天堡)(곽세흥의 장남) :
- 22세 곽계번(郭繼蕃)(곽천보의 차남) :
- 27세 곽준희(郭駿熙)(곽동보의 사남_좌윤공 증손 진사공 지한의 장자 부위공 심파) : 의병활동 대일항전 전개, 1996년 건국훈장 애국장 추서
- 28세 곽중규(郭重奎)(곽준희의 장남) : 3.1운동 참여, 임시정부 활동, 윤봉길 의거 지원, 1992년 건국훈장 독립장 추서
- 28세 곽중선(郭重善)(곽준희의 사남) : 3.1운동 참여, 임시정부 활동, 윤봉길 의거 지원, 1992년 건국훈장 애족장 추서

## 항렬자
| 28세    | 29세    | 30세    | 31세    | 32세    | 33세       | 34세    | 35세    | 36세    | 37세    |
| ------- | ------- | ------- | ------- | ------- | ---------- | ------- | ------- | ------- | ------- |
| 중(重)○ | ○호(鎬) | ○상(祥) | ○용(鏞) | 순(淳)○ | ○영(榮)    | 연(然)○ | ○배(培) | 연(鍊)○ | ○우(雨) |
| 정(楨)○ | ○환(煥) | ○조(祚) | ○탁(鐸) | 홍(洪)○ | ○모(模)    | 형(炯)○ | ○증(增) | 은(銀)○ | ○구(求) |
| 근(根)○ | ○섭(燮) | 기(基)○ | ○석(錫) | 연(演)○ | ○권,관(權) | 희(熹)○ | ○원(遠) | 금(錦)○ | ○제(濟) |
| 상(相)○ | ○헌(憲) |         |         |         |            |         |         |         |         |
| 계(桂)○ |         |         |         |         |            |         |         |         |         |

## 같이 보기
- 청주 곽씨
- 해미 곽씨
- 현풍 곽씨
- 봉산 곽씨

## 인구
- 2015년 8,325명